# Ендюга (деревня)
Ендюга — деревня в Холмогорском районе Архангельской области.

## География
Находится в центральной части Архангельской области на расстоянии приблизительно 4 км на юг по прямой от села Емецк на левобережье реки Северная Двина у правого берега речки Ендюга.

## История
В 1905 году здесь (тогда деревня Холмогорского уезда Архангельской губернии) было учтено 8 дворов. До 2015 года входила в Зачачьевское сельское поселение, с 2015 по 2022 в Емецкое сельское поселение до его упразднения.

## Население
Численность населения: 53 человека (1905 год), 0 как в 2002 году, так и в 2019.